# 吉姆·雷诺
詹姆斯·尤金·“吉姆”·雷诺（James Eugene "Jim" Raynor）是暴雪娱乐出品的《星际争霸》系列游戏中的一个虚构角色，也是星海爭霸劇情中的人类主角。
雷诺在游戏中起初是在玛尔·莎拉殖民行星的一位29岁的人类民兵队长(但是殖民地居民都稱呼他「警長」)。随后他加入了阿克图洛斯·蒙斯克（Arcturus Mengsk）的反叛组织克哈之子对抗泰伦联邦，但逐渐对其失去了信心，而因此组建了他个人的军队。其更加丰富的人物形象包含在了小说《利伯蒂的远征》和《星际争霸：刀锋女王》中。在游戏中，雷诺通常驾驶着一架秃鹰雷车出现，有时也会出现为一个陸戰隊单位，或者海伯利昂号战列巡洋舰的舰长。作为《星际争霸》系列的主要角色之一，吉姆·雷诺的角色深度和配音品质得到了媒体的好评。在GameSpot的一项调查中，雷诺当选了十大电子游戏英雄之一。

## 角色设计
雷诺这个人物形象的最初设计由克里斯·梅森和詹姆斯·菲尼完成。雷诺最初的概念艺术形象——一个生活随意的危险男人——由梅森创造。在采访中，雷诺的配音演员罗伯特·克罗沃什提到雷诺是他第一个有机会配音的电子游戏人物形象。他提到了一幅使他决定给雷诺配音的概念艺术。画中雷诺骑在一架禿鷹雷車上，全副武装着新潮的装备。这给予了克罗沃什雷诺是一个“不能被亂搞”的人物印象。希望呈現給玩家這個角色出場時“其他角色应安静且聆听”的效果。克罗沃什还提到，在《星海爭霸》影片制作中，他曾相信克莱夫·欧文是呈现出雷诺“危险”感觉的最佳人選。
雷诺的人物形象是基于1991年电影《Rush]]》中的同名角色设计的。梅森形容其“刚强、秘密警察”。梅森还提到雷诺是他个人非常喜爱的角色，因为尽管他是平凡的，但却个人与游戏中最有影响力的人物并肩作战。

## 人物属性

### 人物性格
尽管在游戏中雷诺是一个性格随和、喜欢讽刺的人物，在小说《利伯蒂的远征》中吉姆·雷诺被描述为一个体面、可敬的男人。克罗沃什指出，依其身份，雷诺总会做出正确的决定，无论这会多么困难。他曾发誓要杀死莎拉·凱莉根——游戏中的主要反派角色，尽管在之前的剧情中他与她曾有过爱情。这一决定和牺牲在克罗沃什眼中使雷诺成为了一个“纯粹的英雄”。雷诺对他的朋友和理想极度忠诚，可以在危急时刻不顾一切保护那些不能自卫的人。正是这种忠诚使得雷诺在遇到他一度信任的人背叛他时显得义愤填膺。尽管时常过于热心，雷诺的部下仍然对其十分尊敬，认为他是一个精力充沛、值得信赖的领导者，总是设法让部下过好每一天，包括雷诺本人需要为目前的糟糕境遇负责的时候。雷诺自己觉得他并不是最聪明的人，但却可以在逆境中显示出极佳的才智与超强的毅力。

### 人物形象
在《星际争霸》和《母巢之战》中，雷诺只有一个头像出现；而在《星际争霸II》中他则被刻画为一个强壮、不修邊幅的男人，在宣传画中在他的衣服外套了一件動力戰鬥服。在星际争霸系列小说中，雷诺也是一个穿着老旧、不注重外表的人。雷诺的络腮胡子很整齐，而在《星际争霸II》中变得灰白。他的画像同时显示出两只胳膊上的纹身。除此之外，许多概念艺术描绘了雷诺吸烟的情形。不同于其他角色，雷诺在剧情中从来没有穿过制服，但是多次穿著陸戰隊的動力裝甲，差別之處在於、他的動力裝甲是深灰色的、肩甲上有蟲族骨骼的圖案、面罩部分則有顱骨的圖案。而在地面上的战斗中，雷诺驾驶一架改制过的秃鹰高速摩托艇。

## 出场作品

### 《星海爭霸》
吉姆·雷诺最早出现在《星海爭霸》剧情的第一章节，作为泰伦联邦玛尔·莎拉殖民行星的民兵队长。他早期的任务集中于保护殖民地免遭异虫的入侵，但很快却为此被捕 。此时当地的行政长官被迫加入了一个反政府组织克哈之子，以疏散当地的人民。克哈之子的首领阿克图尔斯·蒙斯克将雷诺从监狱中营救了出来，随后雷诺亦加入了这个组织.。此时的雷诺，作为柯哈之子的一员被送到联邦殖民地安提加主星上，协助当地人民推翻了联邦政府，并不情愿地营救了当初将他打入监狱、现在困于异虫世界中的联邦将军埃德蒙·杜克以迫使其加入柯哈之子。这段时间中，雷诺开始与蒙斯克的副指挥官，心灵特工互相爱恋。在剧情的末尾，柯哈之子进攻了联邦的首都行星塔桑尼斯，并残忍地使用联邦的科技成果、幽能發射器将异虫吸引到行星上以摧毁联邦。随后，蒙斯克将凯瑞甘遗留在行星上。雷诺愤怒至极，在剧情的最后一关脱离了柯哈之子组织。雷诺的追随者组成了后来的“雷诺游骑兵”，并盗取了蒙斯克的旗舰海伯利昂号，作为他们的移动基地。他们随后成为了蒙斯克新的泰伦帝国的最大反抗者之一。
然而，凯瑞甘并没有死，却在塔桑尼斯上被异虫俘获，并带回了它们的主巢穴查尔行星。在第二章节的剧情中，凯瑞甘曾通过心灵感应呼唤雷诺的救援，但当雷诺到达时凯瑞甘已经完全被虫族感染，她的DNA已经完全改变，而她的精神能量也得到了极大的增强。她摧毁了雷诺的基地，却放了他生路离开。然而，雷诺留在了行星上，与星灵圣堂武士塔萨达和黑暗圣堂武士泽拉图达成联盟。在第三章节的中段任务中，星灵的执行长亞坦尼斯率领一支部队营救了塔萨达和雷诺。雷诺的部队此后一直在星灵母星艾尔上协助其抵抗异虫，并参与了星灵对主宰发动的最终决战。

概念艺术《安逸的骑手》，克里斯·梅森所作，使克罗沃什找到了雷诺的人物形象

### 《星海爭霸：母巢之战》
尽管在《母巢之战》中雷诺的出场并不多，他仍然在情节的发展中起到了重要作用。在第一段的星灵剧情中，雷诺与圣堂武士菲尼克斯留在了艾尔上抵抗异虫，以协助神族转移至黑暗圣堂武士的母星夏庫拉斯。他们随后切断了两个行星之间的传送门以防止异虫入侵莎库拉斯。在这段时间中，雷诺与菲尼克斯成为了很好的朋友，并无受到种族不同的影响。在第二段剧情中，他们得到凯瑞甘的消息，了解了星区内一个更大的威胁地球联合理事会的入侵。因此他们协助凯丽甘救下了遭到地球联合理事会（UED）攻击的蒙斯克，共同抵抗UED。在最后一段剧情中，他们联合击败了UED，收复了泰伦帝国的主星克哈IV。然而凯瑞甘随即背叛了联盟，杀死了菲尼克斯。作为在《母巢之战》中的最后出场，义愤填膺的雷诺发誓要杀死凯瑞甘。这一举动甚至令凯瑞甘自身感到震惊。

### 《星海爭霸II：自由之翼》
《星海爭霸II：自由之翼》的人类剧情继续围绕雷诺和他的“游骑兵”展开。在《母巢之战》的剧情之后，雷诺回到了泰伦帝国的领空，并开始了与蒙斯克的对抗。然而他的部队却在掌握着近乎无穷资源的蒙斯克面前逐渐被消耗殆尽。雷諾突襲隊们不得不有时从事雇佣兵的业务以筹集资源。雷诺开始酗酒度日，不停地为凱莉根为异虫感染的事实以及他最亲密的星灵朋友菲尼克斯的牺牲所自责。而他对蒙斯克的仇恨，随着帝国对他和他的手下的舆论攻击而日益加深。克里斯·梅森解释道，在《星际争霸II：自由之翼》剧情开始前的几年里，雷诺仍在一直努力，但感觉有一些迷失。对此，他慢慢地感到倦怠而难以忍受。而梅森同时表示在游戏中雷诺将变为一个「真正的英雄」。在游戏官方网站上有雷诺的官方个人简历，包含了他更多在《星际争霸》剧情之前的往事。这包括他在之前「公会战争」中的服役情况，以及在战俘营中度过的时光。

自由之翼的劇情開始於雷诺接触了泰克斯·芬利，一个臭名昭著的罪犯，雷诺以前的戰友。透過泰克斯的轉介、雷諾開始了一系列為莫比斯基金會收集神器的傭兵任務、在過程中也救援了行星阿格利亞的殖民者、為幽魂首領托許解放他的同胞、和副手麥特霍納一起將蒙斯克的陰謀公諸於世。其中一次較特殊的經歷是透過神族老友澤拉圖的伊翰水晶看到他所看到的預言、預言內容透露了凱莉根如果死亡之後、克普魯星區的淪陷。在《星际争霸II：自由之翼》的終章，雷諾和由維勒安‧蒙斯克率領的部分自治聯盟帶著收集好的薩爾納迦神器來到蟲族主星查爾，並成功將凱莉跟變回人類。然而，也揭露了泰克斯實際上是帝国安插在雷诺身边的卧底，最终在一次西部對決式的拔槍中、被雷诺射殺。

### 《星海爭霸II：蟲族之心》
《星海爭霸II：蟲族之心》的劇情雖然環繞著莎拉·凱莉根，但是吉姆作為曾經和凱莉根有過一段情的男人以及將凱莉根變回八成人類的英雄，還是有很重要的角色地位。
《星海爭霸II：蟲族之心》的一開始，吉姆以及轄下的雷諾突擊隊在王儲維勒安和尤摩捷盟友的協助下，已經回到當初的規模。而維勒安為了確定凱莉根有多少部分回復到人類，將凱莉根隔離在研究所內進行很多實驗和調查。而吉姆在研究所內不斷地給予凱莉根支持和鼓勵，是凱莉根撐過這段不舒服的調查期間而沒有造成重大傷亡的精神支柱。後來蒙斯克派幽靈特務諾娃對研究所進行攻堅，吉姆和凱莉根則是因為大天使號的飛彈攻擊，炸毀橋墩後而失散，吉姆和諾娃似乎進行了一場決鬥之後被逮捕。而蒙斯克對外宣稱已經處決了吉姆雷諾。但其實吉姆被囚禁在監獄船上。
數日後，吉姆被凱莉根救出。但此時的凱莉根為了追求復仇的力量又變成了刀锋女王。這讓吉姆非常失望，但他又下不了手殺死凱莉根，只是當面和凱莉根宣告分手。
接著在凱莉根攻擊克哈星的時候，吉姆觀察了凱莉根並沒有攻擊平民的舉動後發現，她這次的進攻不是作為蟲族發起的種族侵略，而是身為人類對蒙斯克的復仇，於是吉姆將海伯利昂號降落在克哈星上做為支援基地。而當凱莉根攻入皇宮時，蒙斯克使用了薩爾那加神器（星曜石）壓制了凱莉根，吉姆適時出現將啟動器弄壞，讓凱莉根得以處決蒙斯克。

### 《星海爭霸II：虛空之遺》
《星海爭霸II：虛空之遺》中雷諾已經成為自治聯盟總司令，和霍納上將一起幫助新任皇帝維勒安·蒙斯克重建自治聯盟。此時亞蒙率領的莫比斯人類部隊進攻克哈星並搶奪薩爾那加神器（星曜石），雷諾率領自治聯盟部隊和亞坦尼斯的達蘭議會聯合搶回星曜石。

在最終任務中、雷諾收到凯瑞甘的訊息，與亞坦尼斯和凱莉根組成聯合部隊進入虛空討伐亞蒙，亞蒙死後雷諾與凱莉根回到了瑪爾·薩拉星球，不過兩年後他們都音訊杳然，只在喬伊瑞的酒吧留下了雷諾的警徽。

### 其他场合
雷诺还参与了《星海爭霸64》中附加的一个秘密任务，剧情设定在《母巢之战》之后。亞坦尼斯、雷诺和一个经验丰富的龙骑士塔達林（Taldarin）一同来到布拉西斯行星上营救阿列克谢·斯图科夫。斯图科夫原是地球联合理事会舰队的副将军，在《母巢之战》中牺牲，但被一只异虫脑虫复活并感染。在斯图科夫生前的人类同盟和试验性星灵疗法的帮助下，斯图科夫成功恢复了人性，并与雷诺一同离开了星球。
数部《星际争霸》相关小说中同样包含吉姆·雷诺的人物形象。在小说《利伯蒂的远征》中，雷诺也是一个重要的角色，并且拥有家庭、和一个孩子。他的儿子表现出了潜在的精神能力，因此被联邦征用进行了幽灵特工的试验，而超负荷的训练最终使其丧命。随后，雷诺的妻子丽迪也由于沮丧生病而亡。雷诺于是使自己沉浸在工作中，并使这一习惯变得不可遏止。雷诺同样是小说《刀锋女王》的主人公。小说讲述了《星际争霸》第二章节中雷诺试图从异虫手中营救莎拉·凱莉根的故事，并最终联合了星灵光明圣堂武士塔萨达和被放逐的黑暗圣堂武士泽拉图，促使了两方决裂的星灵的和解。
《星际争霸：幽灵》中同样包含了雷诺，并仍由克罗沃什配音。然而，由于游戏的开发被无限期推迟，没有人知道雷诺的具体角色。暴雪官方的前任副总裁比尔·罗普耳曾表示，《星际争霸：幽灵》的剧情将不会集中于凱莉根或雷诺。
雷諾亦出現在《暴雪英霸》遊戲中，作為一個遠程刺客的角色，身為雷諾突擊隊的領導者，雷諾可以召喚雷諾突擊隊的成員來支援攻擊（如海伯利昂號與女妖轟炸機）。

## 社会评价
雷诺的人物形象得到了媒体和爱好者的好评。网站游戏边缘形容雷诺“几乎是动作形象的典型范本”，拥有“健康剂量的傲慢”，几乎总是做出道德上的正确决定，并在环境超出其掌控的时候结束于“最坏的结果”。文章同样提出“不去赞美雷诺是很困难的事”，因为他在放弃、背叛、孤立面前坚定的信念。在杂志《GamePro》对《星际争霸》的评论中，评论员表示游戏对人物的刻画极佳，感觉“仿佛真的在与我对话”，并产生了对雷诺所处困境的情感依恋。他认为“能获得如此评价的战略游戏角色是绝无仅有的”。
GameSpot所作的一项读者调查中，雷诺当选了十大电子游戏英雄形象。杂志赞美了人物的人性，在持续受挫时的一致，以及他从民兵队长成长为真正英雄的历程。同样，杂志特别称赞了罗伯特·克罗沃什的配音品质。